# Shanghai Express
Shanghai Express és una pel·lícula estatunidenca de 1932 precodi dirigida per Josef von Sternberg i protagonitzada per Marlene Dietrich, Clive Brook, Anna May Wong i Warner Oland. Va ser escrita per Jules Furthman, basada en una història de 1931 de Harry Hervey. Va ser la quarta de les set pel·lícules que von Sternberg i Dietrich van fer junts.
Shanghai Express va ser estrenada durant la Gran Depressió. La pel·lícula va ser un gran èxit entre el públic, recaptant 3.7 milions de dòlars en les seves projeccions inicials només als Estats Units, convertint-se en el major èxit financer de les col·laboracions de Dietrich-von Sternberg, i va ser la pel·lícula de major recaptació de 1932, superant l'estel·lar Grand Hotel .
Shanghai Express va tenir posteriorment remakes com Night Plane from Chungking (1942) i Peking Express (1951).

## Trama
En 1931, la Xina es veu embolicada en una guerra civil. Els amics del capità britànic Donald "Doc" Harvey (Clive Brook) ho envegen perquè la fabulosa i notòria Xangai Lily (Marlene Dietrich) és una companya de passatge al tren exprés de Pequín a Xanghai. Pel fet que el nom no significa res per a ell, l'informen que ella és una "muntanya russa" o una "dona que viu del seu enginy al llarg de la costa xinesa", en altres paraules, una cortesana. En el viatge, Harvey es troba amb Lily, qui resulta ser la seva antiga amant, Madeline. Cinc anys abans, ella li havia jugat una mala passada a Harvey per avaluar el seu amor per ella, però va ser contraproduent i ell la va abandonar. Ella l'informa francament que, mentrestant, "va prendre més d'un home fins a canviar el meu nom a Xangai Lily". Quan Lily deixa clar que encara es preocupa profundament per ell, es fa evident que els seus sentiments tampoc han canviat quan, inadvertidament, veu el rellotge que li va lliurar amb la seva fotografia.
Entre els altres passatgers es troben Hui Fei (Anna May Wong), la companya de Lily; el missioner cristià Mr. Carmichael (Lawrence Grant), qui al principi condemna les dues "dones caigudes"; el jugador empedreït Sam Salt (Eugene Pallette); el comerciant de opi Eric Baum (Gustav von Seyffertitz); la senyora de la pensió Haggerty (Louise Closser Hali); l'oficial francès Major Lenard (Emile Chautard) i un misteriós euroasiàtic, Henry Chang (Warner Oland).
Els soldats del govern xinès pugen a bord del tren i detenen a un agent rebel d'alt rang. Chang es dirigeix a una oficina de telègrafs i envia un missatge codificat. Més tard, el tren és detingut i pres per l'exèrcit rebel i el seu poderós senyor de la guerra, que resulta ser Chang. Chang comença a interrogar als passatgers, buscant a algú prou important com per a canviar-lo pel seu valuós ajudant. Troba el que vol en Harvey, qui està de viatge per a realitzar una cirurgia cerebral al Governador General de Xanghai. Chang s'ofereix a portar Xangai Lily al seu palau, però ella afirma que s'ha reformat. Quan Chang es nega a acceptar la seva resposta, Harvey l'interromp i el derroca. Com Chang necessita Harvey viu, s'empassa (però no oblida) l'insult. Chang llavors porta Hui Fei amb ell a les seves estances, on la força.
El govern allibera a l'home de Chang, però Chang decideix encegar Harvey per la seva insolència. Per amor, Lily s'ofereix a canvi de l'alliberament segur de Harvey. Harvey no s'adona del perill que corre i de la raó de Lily per a anar amb Chang. Chang és apunyalat fins a la mort per Hui Fei, qui li diu a Harvey el que ha ocorregut. Trobant a Lily, el trio puja al tren i marxa abans que es descobreixi el cos. El missioner Carmichael, confiant en els seus instints, fa que Lily reveli la veritat sobre salvar a Harvey. Ella insisteix que no il·lumini a Harvey perquè l'amor ha d'anar de la mà de la fe. Quan el tren finalment arriba a Xanghai de manera segura, Lily li ofereix incondicionalment el seu amor a Harvey, però exigeix el mateix a canvi. Harvey finalment es trenca i l'abraça.

## Repartiment
- Clive Brook com el capità Donald "Doc" Harvey.
- Marlene Dietrich com Xangai Lily / Madeline.
- Anna May Wong com Hui Fei.
- Warner Oland com Henry Chang.
- Lawrence Grant com el Reverend Carmichael.
- Eugene Pallette com Sam Salt.
- Gustav von Seyffertitz com Eric Baum.
- Louise Closser Hali com la Sra. Haggerty
- Emile Chautard com el major Lenard.

## Producció
Encara que es va rodar a la Xina, hi havia pocs actors xinesos en la producció. En producció d'agost a novembre de 1931, Shanghai Express va ser llançat en 1932.
Basat en la història deHenry Hervey ("Sky Over China", també coneguda com a "China Pass"), el Shanghai Express, alhora, es va basar lliurement en l'incident del 6 de maig de 1923 en el qual un senyor de la guerra de Shandong va capturar el tren exprés de Xanghai a Pequín, on 25 occidentals i 300 xinesos van ser presos com a ostatges. Tots els ostatges capturats en l'incident van ser rescatats amb èxit, inclosa Lucy Aldrich. Als caps d'estudi de Paramount els preocupava que l'Oficina Hays vigilés de prop la pel·lícula a causa de la representació del Reverend Carmichael i la representació de la revolució xinesa.
La història també es fa ressò dels elements del conte "Boule de Suif" de Guy de Maupassant en el context dels viatgers detinguts en un país en guerra i una dona cridada a dormir amb el comandant a càrrec. No obstant això, es modifica el desenllaç i, mentre allibera als viatgers, la dona assassina al comandant i els seus companys de viatge canvien la seva actitud cap a ella.

## Recepció
Shanghai Expressva ser sobrenomenat " Gran Hotel sobre rodes". La pel·lícula va ser elogiada per Mordaunt Hall de The New York Times com un vehicle estrella per a Marlene Dietrich. "La senyoreta Dietrich fa una actuació impressionant. És llenguallarg però audaç com Lily". Altres personatges també són destacats, "l'actuació de Clive Brooks també és notable... " "... Warner Oland està excel·lent, ja que el Mr. Chang i Anna May Wong aprofiten al màxim el paper de la valenta noia xinesa. Eugene Pallette serveix esplèndidament com Sam Salt".
Jonathan Spence, en escriure sobre la utilitat de la pel·lícula com a part de la història, diu que els esdeveniments reals de l'Incident Lincheng de 1923 van ser molt més dramàtics, però diu que, no obstant això, és "una pel·lícula meravellosa, amb grans actuacions de Dietrich: "es va necessitar més d'un home. per a canviar el meu nom a Shanghay Lily ".
La crítica de Senses of Cinema, diu, (a) "rebombori per excés d'exercici a totes les àrees; els elements visuals són aclaparadors i sumptuosos; els vestits són vistosos i extravagants; creen una gran quantitat de teixits, llums i espais; capturat en la cinematografia en blanc i negre més deliciosa que un pot trobar en qualsevol lloc ". Discuteix l'interès de la pel·lícula en les qüestions de raça i colonialisme i assenyala la "peculiar bifurcació" de la visió de la pel·lícula sobre la raça; la majoria dels personatges "blancs" respectables en la pel·lícula són vists com a imperfectes i racistes. Només Dietrich, Wong i, en certa manera, "Doc" Harvey, tenen algun "valor moral real". Titlla la pel·lícula "sorprenentment feminista", amb Dietrich com una "presència forta i dominant" i al personatge de Wong el seu igual.
Shanghai Express és memorable per la seva estilística cinematografia de clarobscur en blanc i negre. A pesar que Lee Garmes va ser guardonat amb el Premi de l'Acadèmia a la Millor Fotografia, segons Dietrich, va ser Von Sternberg el responsable de la major part del plantejament visual expressionista.

## Premis i honors
| Premi                                                                   | Categoria         | Candidatura                                                      | Palmarès  |
| ----------------------------------------------------------------------- | ----------------- | ---------------------------------------------------------------- | --------- |
| 5ns premis de l'acadèmia (Acadèmia d'Arts i Ciències Cinematogràfiques) | Millor imatge     | Shangai Express El guanyador va ser Grand Hotel                  | Nominat   |
| 5ns premis de l'acadèmia (Acadèmia d'Arts i Ciències Cinematogràfiques) | Millor director   | Josef von Sternberg El guanyador va ser Frank Borzage - Bad Girl | Nominat   |
| 5ns premis de l'acadèmia (Acadèmia d'Arts i Ciències Cinematogràfiques) | Millor fotografia | Lee Garmes                                                       | Guanyador |

La pel·lícula està reconeguda per l'American Film Institute en aquestes llistes:
- 2005: AFI's 100 Years...100 Movie Quotes: 
  - Shanghai Lily: "Em va prendre més d'un home canviar el meu nom a Shanghai Lily". - Nominat[8]

## Galeria

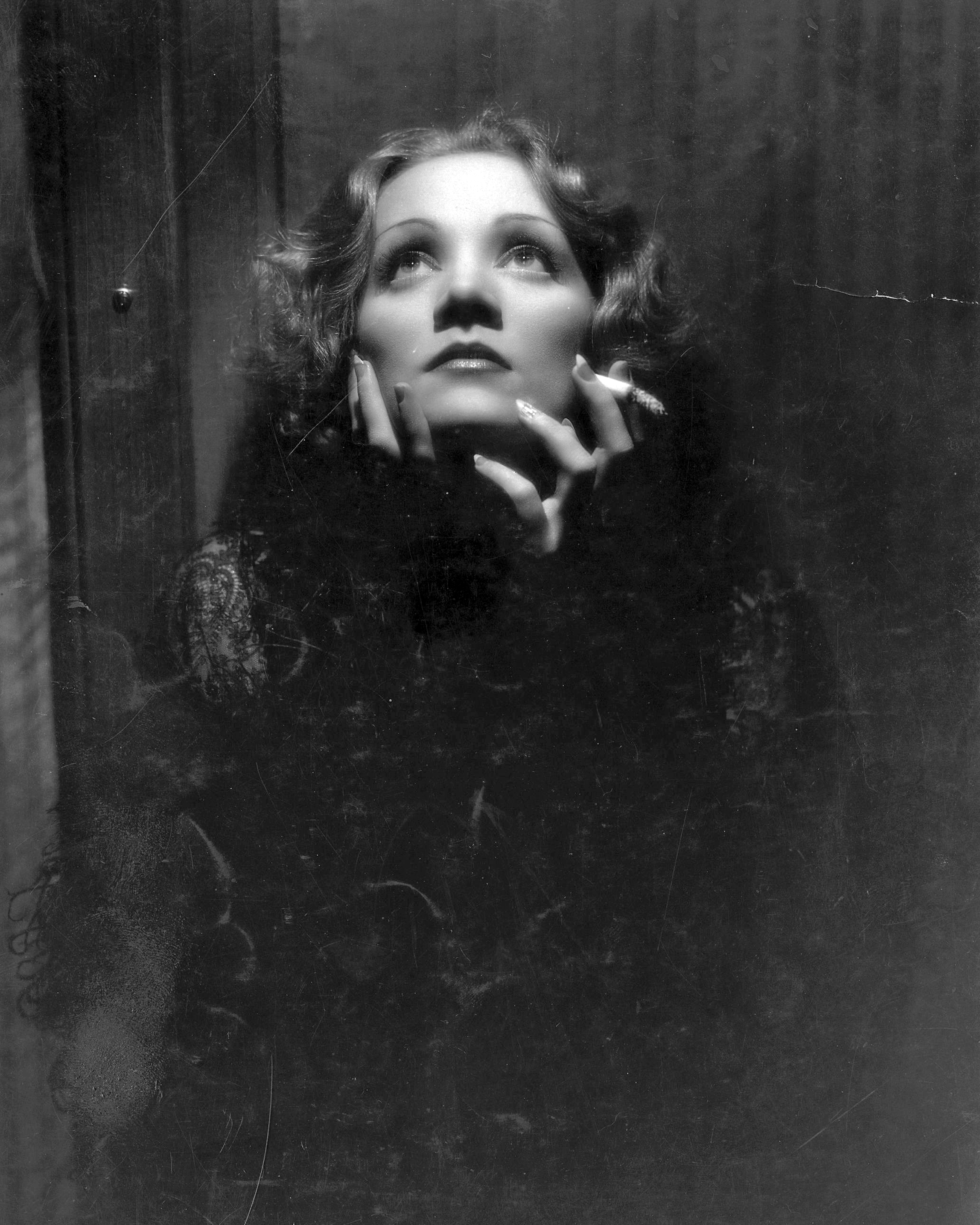
Marlene Dietrich a Shanghai Express
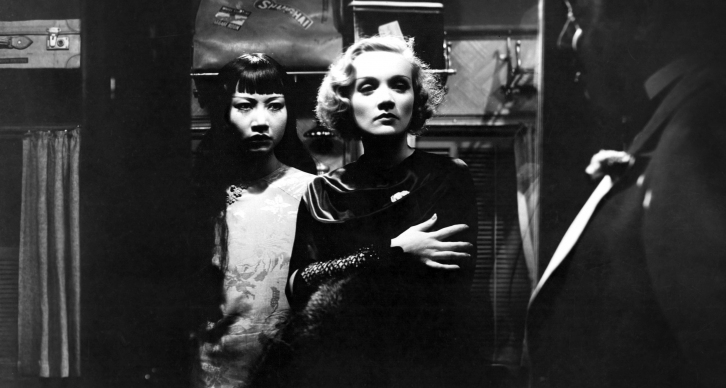
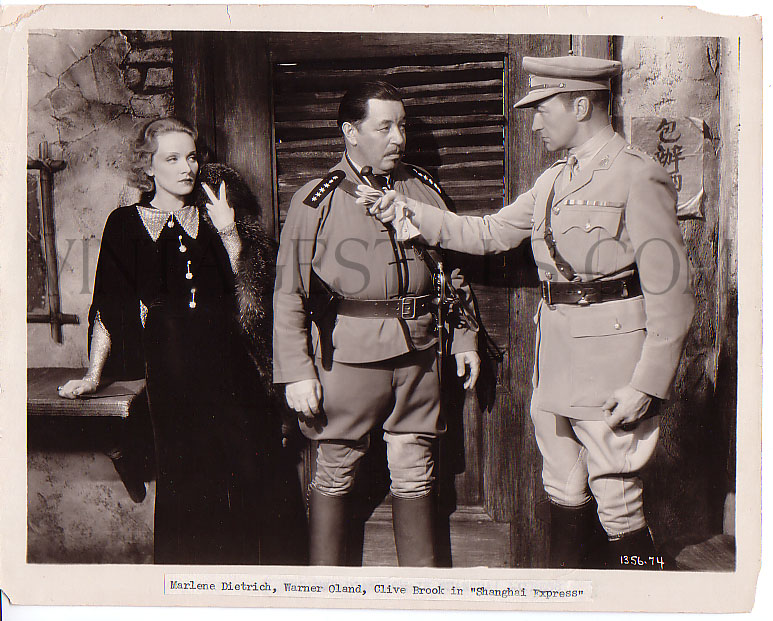
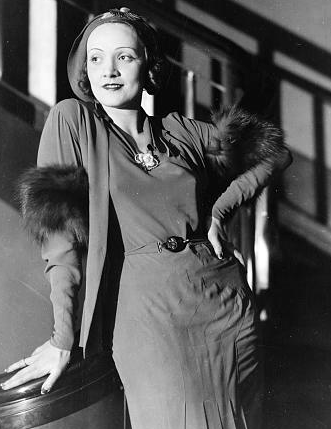
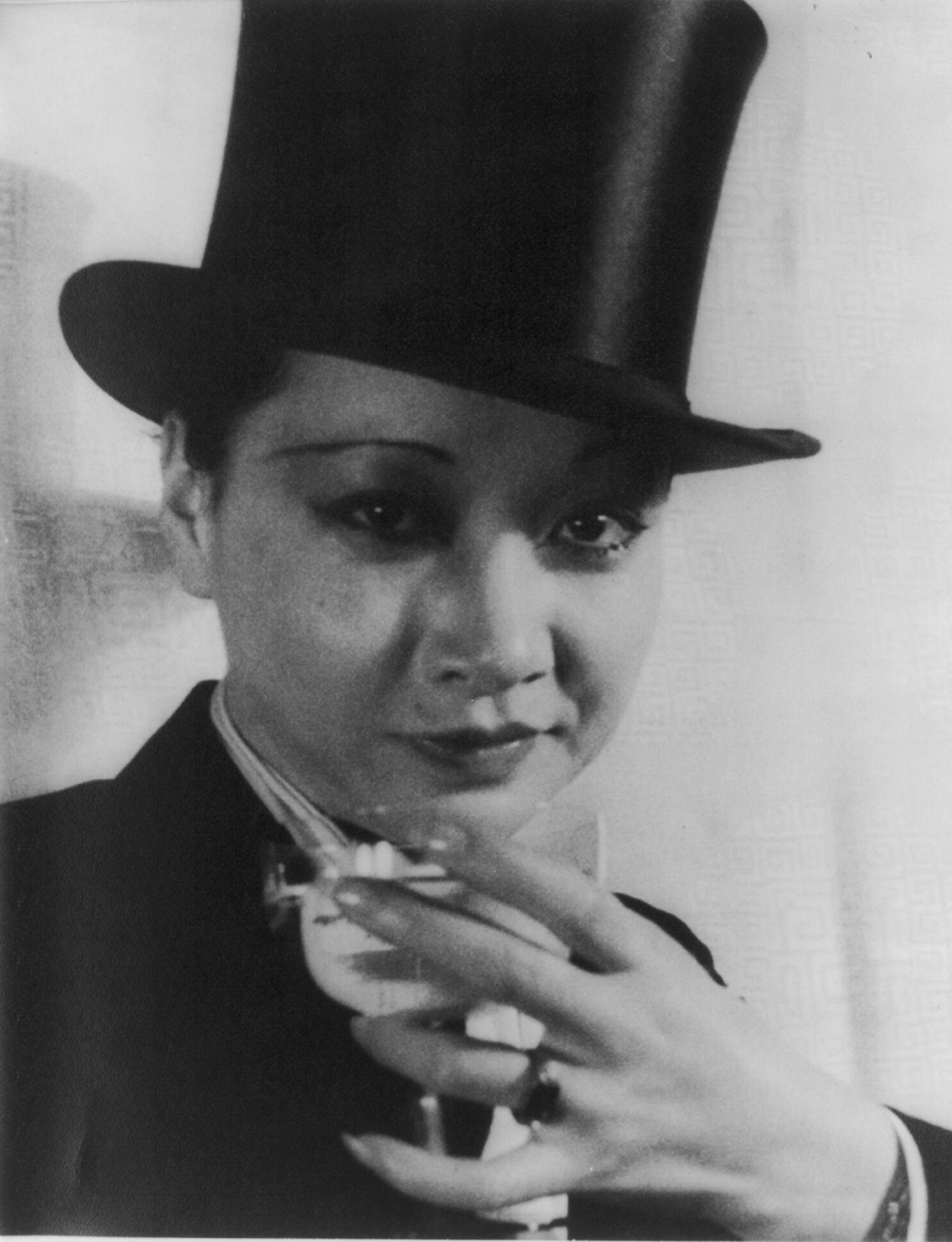
Anna May Wong el 1932